# راملسبرژیت
راملسبرژیت  (به انگلیسی: Rammelsbergite) با فرمول شیمیایی  از مجموعه کانی هاست و قابلیت هدایت الکتریکی دارد. از نام کانی‌شناس آلمانی K.Rammelsberg اخذ شده‌است. محلول در HNO3 Ni:۲۸٫۱۵٪  As:۷۱٫۸۵٪  و ادخال‌های S,Se,Co برای اولین بار در آلمان غربی کشف شد و از نظر شکل بلور: منشوری - ناقص، رنگ: سفید قلعی - خاکستری تیره، شفافیت: کدر(اپاک)، شکستگی: نامنظم، جلا: فلزی، رخ: غیرقابل تشخیص، سیستم تبلور: ارترومبیک و در رده‌بندی سولفور است همچنین خاصیت مغناطیسی ندارد و منشأ تشکیل آن هیدروترمال است.
همایند کانی‌شناسی (پارانژ) آن اشعه X و واکنش‌های شیمیائیاسکوترودیت - آرسنوپیریت - کوآنتیت- سافلوریت- کلوآنتیت- نیکلین است.
، از نظر ژیزمان بلوری دانه ریز - آگرگات دانه‌ای - توده‌ای - شعاعی کمیاب است و بیشتر در آلمان شرقی و غربی، چک اسلواکی، اطریش و کانادا یافت می‌شود.

## منبع
- پردیس کشاورزی ایران